# Thea Parnis Coleiro
Thea Parnis Coleiro (* 29. April 2008) ist eine maltesische Leichtathletin, die sich auf den Sprint spezialisiert hat.

## Sportliche Laufbahn
Erste Erfahrungen bei internationalen Meisterschaften sammelte Thea Parnis Coleiro im Jahr 2024, als sie bei den U18-Balkan-Meisterschaften in Maribor in 12,08 s den fünften Platz im 100-Meter-Lauf belegte. Anschließend schied sie bei den U18-Europameisterschaften in Banská Bystrica mit 12,11 s im Vorlauf über 100 Meter aus und wurde in der ersten Runde im 200-Meter-Lauf disqualifiziert. Im Jahr darauf schied sie bei den Balkan-Hallenmeisterschaften in Belgrad mit 7,80 s in der Vorrunde über 60 Meter aus, ehe sie auch bei den Halleneuropameisterschaften in Apeldoorn mit 7,61 s in der ersten Runde ausschied. Ende Mai gewann sie bei den Spielen der kleinen Staaten von Europa (GSSE) in Andorra la Vella in 11,83 s die Bronzemedaille über 100 Meter hinter der Zyprerin Olivia Fotopoulou und Alessandra Gasparelli aus San Marino und belegte in 24,68 s den vierten Platz über 200 Meter. Zudem gewann sie mit der maltesischen 4-mal-100-Meter-Staffel in 46,07 s die Silbermedaille hinter dem zyprischen Team. Anschließend wurde sie bei der 3. Liga der Team-Europameisterschaft in Maribor in 11,94 s Fünfte im A-Lauf über 100 Meter und wurde über 200 Meter disqualifiziert. Zudem wurde sie im Staffelbewerb in 46,99 s Dritte hinter den Teams aus Island und Luxemburg. Daraufhin schied sie beim Europäischen Olympischen Jugendfestival (EYOF) in Skopje mit 11,91 s im Halbfinale über 100 Meter aus und belegte in 24,07 s den sechsten Platz über 200 Meter. Im August schied sie bei den U20-Europameisterschaften in Tampere mit 12,28 s und 24,83 s jeweils in der ersten Runde über 100 und 200 Meter aus.
2025 wurde Parnis Coleiro maltesische Meisterin im 100- und 200-Meter-Lauf.

## Persönliche Bestleistungen
- 100 Meter: 11,79 s (+0,9 m/s), 26. April 2025 in Marsa (maltesischer U20-Rekord)
  - 60 Meter (Halle): 7,61 s, 9. März 2025 in Apeldoorn
- 200 Meter: 24,06 s (+1,2 m/s), 24. Juli 2025 in Skopje (maltesischer U20-Rekord)
  - 200 Meter (Halle): 24,91 s, 18. Januar 2025 in London (maltesischer U20-Rekord)